# Cladocarpus indicus
Cladocarpus indicus is een hydroïdpoliep uit de familie Aglaopheniidae. De poliep komt uit het geslacht Cladocarpus. Cladocarpus indicus werd in 1987 voor het eerst wetenschappelijk beschreven door Rees & Vervoort. 